# Joaquín Primo de Rivera y Ortiz de Pinedo
Joaquín Primo de Rivera y Ortiz de Pinedo (Ceuta, España; 1786 - San Luis, Argentina; 1818) fue coronel de infantería del ejército español. Combatió en la Guerra de Independencia de España y como jefe de Estado Mayor de la segunda expedición de Mariano Osorio a Chile. Fue capturado tras la Batalla de Maipú y detenido en la Provincia de San Luis, donde murió al participar de un intento de fuga según dice la explicación de los hechos de sus asesinos.

## Biografía
Quinto hijo de Joaquín José Primo de Rivera y Pérez de Acal, brigadier, gobernador y comandante general de armas de Maracaibo, y de su esposa Antonia Ortíz de Pinedo y Muñoz, nació en Ceuta y bautizado en el Sagrario de su Catedral el 16 de septiembre de 1786. Era hermano del capitán de fragata José Primo de Rivera y Ortiz de Pinedo, destacado en Montevideo.
Inició su carrera militar en España, donde participó en la guerra contra el invasor francés. En 1807 era subteniente y en 1808 capitán. Logró evadirse de la capital para presentarse dentro de los muros de la sitiada Zaragoza donde fue agregado al servicio de la Artillería y herido en la defensa de la línea de la Puerta Quemada, Horno del Rincón y calle del Arco de la Nao.
Fue parte de la expedición enviada por España a Perú en 1816 como segundo del regimiento de infantería de don Carlos. Al poco tiempo de llegar a Lima fue ascendido a coronel y puesto al mando del regimiento de Burgos.
Cuando el virrey decidió hacer regresar a Chile a los soldados que abandonaron ese país después de la Batalla de Chacabuco, envió al Callao un batallón de infantería para evitar que desembarcasen los fugitivos "al mando del Teniente coronel don Joaquín Primo de Rivera, oficial prestigioso que acaba de llegar de España".

### Chile
En octubre y noviembre de 1817 Mariano Osorio organizó en Lima un nuevo ejército expedicionario para atacar a las fuerzas revolucionarias en Chile al mando de José de San Martín y Bernardo O'Higgins. Entre los ayudantes de Osorio figuraba Joaquín Primo de Rivera, quien fue designado jefe de Estado Mayor de la expedición.
El 18 de enero de 1818 fondeó en Talcahuano y Mariano Osorio designó como su segundo con el grado de brigadier a José Ordóñez, defensor de Talcahuano, y confirmó como jefe del Estado Mayor al coronel don Joaquín Primo de Rivera.
Barros Arana dice de este último:"El jefe de Estado Mayor designado por el Virrey, coronel don JPR, era un oficial joven y arrogante, distinguido por su valor en la guerra de España". Bartolomé Mitre lo calificaría de "joven fogoso, dotado de valor y algunos talentos, pero de poca experiencia militar."
El 15 de marzo de 1818 al mando de una columna de unos 800 hombres entre infantería y caballería, Joaquín Primo de Rivera enfrentó a los patriotas comandados por Ramón Freire en el Combate de Quechereguas. Freire, quien tenía sólo 170 hombres, intentó sin éxito eludir la batalla, por lo que formó para hacerle frente. No obstante Primo de Rivera sin aprovechar la superioridad numérica, hizo descansar a sus hombres a dos leguas de distancia de la división patriota, lo que permitió a estos atravesar el río Lontué y alejarse.
Participó de la batalla de Cancha Rayada en donde el 19 de marzo de 1818 las fuerzas realistas sorprendieron y derrotaron a los patriotas en las llanuras de Cancha Rayada, junto a Talca.

### Maipú

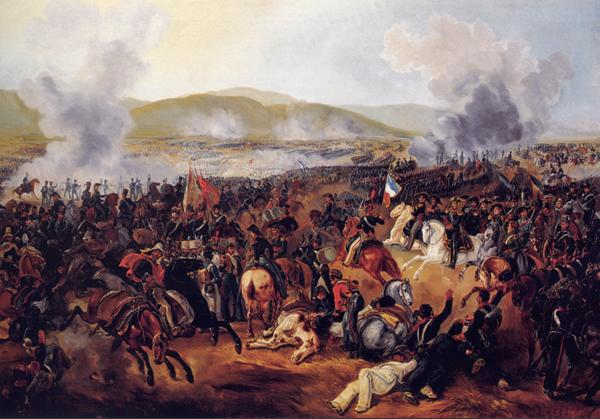
Batalla de Maipú.

Al amanecer del 5 de abril de 1818, Osorio colocó su Ejército en unas pequeñas lomas al oeste del campo de batalla. A la izquierda, sobre el cerrillo Errázuriz ubicó el primer cuerpo, formado por las compañías de cazadores y granaderos y cuatro piezas de artillería bajo el mando del Coronel Joaquín Primo de Rivera. Estaba separado de la línea principal por cerca de 300 metros de tierras bajas en que fue colocado el regimiento de dragones de la frontera también al mando de Primo de Rivera.
En el centro situó dos batallones al mando del Coronel Lorenzo Morla y a la derecha dos más al mando del Coronel Antonio Ordóñez. La artillería, que contaba con 12 piezas, se distribuyó en el frente de la línea y la caballería en ambas alas.
San Martín avanzó con sus fuerzas para cerrar el camino de Valparaíso y se ubicó en Los Cerrillos. En su derecha ubicó la división del Coronel Juan Gregorio Las Heras con tres batallones apoyados por la Brigada de Artillería del teniente coronel Manuel Blanco Encalada. En la izquierda ubicó a la división del Coronel Rudecindo Alvarado con tres batallones y el apoyo de la brigada de artillería al mando del mayor José Manuel Borgoño. En el centro se ubicó la Artillería de Los Andes y la reserva, con tres batallones al mando del coronel Hilarión de la Quintana. Ocho escuadrones de caballería se desplazaron en ambas alas, los Granaderos a Caballo en la derecha y los Cazadores chilenos y argentinos en la izquierda.
El ejército realista carecía de reservas y su línea estaba muy extendida mientras que el patriota tenía efectivos superiores especialmente en caballería y artillería (21 cañones) y contaba con reservas.
Una hondonada separaba a los contendientes. Ninguno de los comandantes hacía avanzar sus fuerzas en razón de que quedarían expuestas al fuego enemigo por lo que la acción se redujo por media hora a un intercambio de artillería sin mayores efectos, hasta que San Martín ordenó finalmente el avance de las divisiones Las Heras y Alvarado.
Las Heras logró aislar el ala izquierda realista de su centro, con lo cual las fuerzas de Primo de Rivera quedaban separadas de la acción principal y expuestas a ser cortadas. Alvarado fue en cambio rechazado con fuertes pérdidas y Ordóñez inició un contraataque con su infantería que fue detenido por la artillería y los cazadores.
Primo de Rivera recibió entonces la orden de Osorio de desprenderse primero de las compañías de granaderos para que concurrieran a defender el centro de la línea, donde convergían las fuerzas patriotas y realistas, y luego la de retirarse con el resto de sus tropas dejando abandonados sus cañones en el cerro.
Cuando finalmente intervino la reserva patriota y la caballería realista se dispersó, Osorio dio por perdida la jornada y huyó hacia Valparaíso dejando el mando al coronel Ordóñez, quien hizo formar su infantería en tres cuerpos espaciados a corta distancia entre sí, el de la izquierda al mando de Primo de Rivera, el del centro al mando de Morla y la derecha al de Ordóñez mismo, y tras media hora de resistir inició bajo el constante ataque revolucionario un repliegue ordenado a las casas de los Espejo, donde se atrincheró.
Dijo San Martín en su parte: "Puede decirse que con dificultad se ha visto un ataque más bravo, más rápido y más sostenido, pero también puede asegurarse que jamás se vio una resistencia más vigorosa, más firme ni más tenaz."
No obstante, al atardecer el ejército realista estaba completamente derrotado y sus jefes eran finalmente capturados.

### San Luis
Capturado al igual que sus camaradas el brigadier Ordóñez, los coroneles Morgado y Berganza, los tenientes coroneles Morla y Arrasa, los capitanes Carretero, Cova, Butrón, Salvador, Lamadrid y Fontealba, los oficiales subalternos Burguillos, Sierra, Riesco, Arriólo, Vidurriza, Ruiz de Ordóñez y numerosos soldados, fue enviado detenido a San Luis, después del de Las Bruscas el principal "depósito" de prisioneros del país.
Al comienzo los prisioneros estaban hasta cierto punto conformes con su suerte. Tenían quintas propias y solían asistir a eventos sociales. El teniente coronel Morla, incluso vivía en la casa del teniente gobernador Vicente Dupuy y era amigo personal. Primo de Rivera vivía con Ordóñez y su sobrino Juan Ruiz de Ordóñez. Incluso Primo de Rivera envió un oficio el 24 de septiembre de 1818 a San Martín en el cual agradece los favores merecidos de este en su nombre y el de sus compañeros de armas.

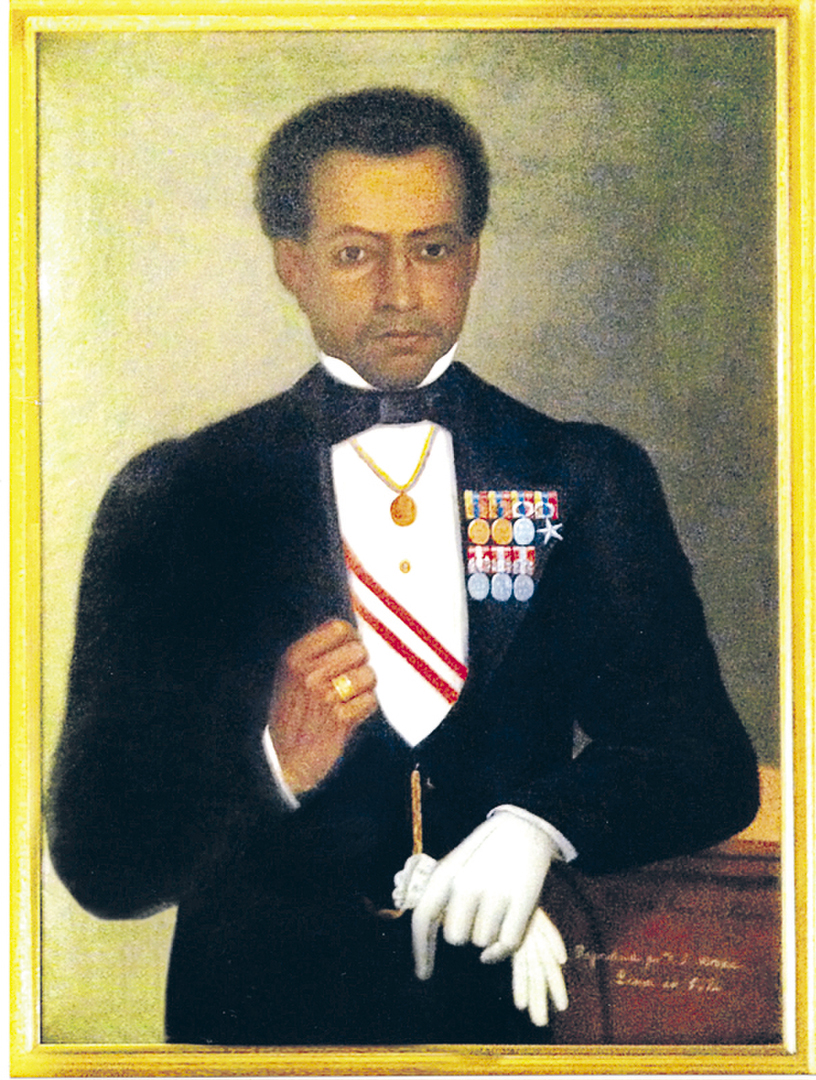
Bernardo de Monteagudo.

Pero el 3 de noviembre de 1818 llegó a San Luis el doctor Bernardo de Monteagudo, confinado por su relación con los hermanos Carrera. Monteagudo impulsó a Dupuy a restringir sus libertades y a dividir a los prisioneros en grupos pequeños, agitando la amenaza de un levantamiento, con el consiguiente descontento de los españoles, quienes según los cronistas independentistas comenzaron a organizar una conspiración alentados con la llegada de nuevos contingentes de prisioneros.
El levantamiento fue planeado por el capitán Gregorio Carretero. Se sumaron luego a su dirección otros oficiales superiores, el brigadier José Ordóñez, el coronel Joaquín Primo de Rivera, el coronel Antonio Morgado, el teniente coronel Lorenzo Morla, etc.
Puesto en marcha el 8 de febrero, preveía detener (o matar según se afirmó) al teniente gobernador Vicente Dupuy y a Bernardo Monteagudo copar la guarnición de San Luis, el pueblo y luego unirse a los montoneros en Córdoba o repasar la cordillera para unirse a las partidas realistas del sur de Chile.
La sublevación de prisioneros en San Luis, donde se hallaban detenidos los prisioneros de cierto rango de la guerra con Chile, fue percibida como un peligro real para la revolución, especialmente cuando se temía que había sido preparado en coordinación con las montoneras que mantenían la anarquía en las provincias argentinas y que uno de sus instigadores era José Miguel Carrera, que esperaba recuperar con tales revueltas el gobierno de Chile. La situación en Chile era compleja y la posición de los patriotas distaba de ser segura: simultáneamente con el levantamiento de los prisioneros se producía la sublevación de los hermanos Prieto en la cordillera de Talca y se renovaba la guerra al sur del Río Biobío por los realistas dirigidos por Vicente Benavides aliados con los mapuches.
El movimiento fracasó gracias a las partidas del pueblo organizadas por el comandante de milicias José Antonio Becerra. Se distinguieron en la resistencia Juan Pascual Pringles y el entonces oficial de milicias Facundo Quiroga. Las represalias fueron injustificables, más allá del riesgo cierto a la revolución, de los numerosos antecedentes de actos similares cometidos por los realistas en el Alto Perú y en Chile y de los que se cometerían a futuro, especialmente por Benavides. El mismo Dupuy decía:

"ese fue el instante en que los deberes de mi cargo y de mi autoridad se pusieron de acuerdo con la justa indignación del pueblo. Yo los mandé degollar en el acto y expiaron su crimen en mi presencia y a la vista de un pueblo inocente y generoso donde no han recibido sino hospitalidad y beneficios."

Al ver fracasado el intento contra Dupuy, Joaquín Primo de Rivera se retiró a una habitación adyacente a la del teniente gobernador donde sus compañeros eran ultimados y se pegó un tiro con su carabina falleciendo en el acto. Treinta y tres prisioneros fueron muertos y sólo un miliciano. El proceso sumario conducido por Monteagudo finalizó con la ejecución de otras ocho personas.

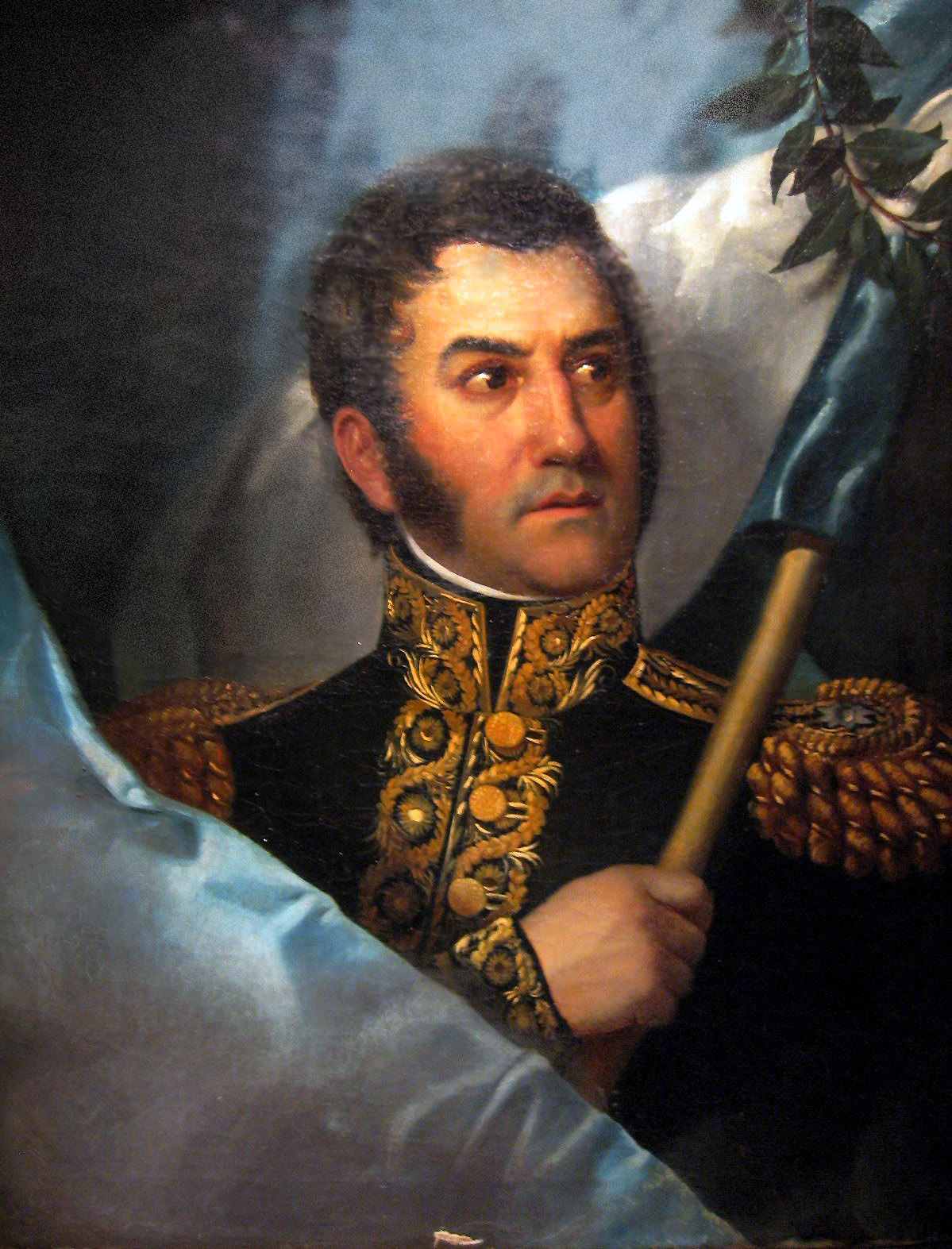
José de San Martín.

El 16 de febrero llegaron las noticias del levantamiento a Santiago de Chile, y San Martín, sin conocer aún que había sido reprimido, escribió desde su campamento a Bernardo O'Higgins:

"Ahora más que nunca se necesita que Ud.haga un esfuerzo para auxiliar a Cuyo. Yo partiré esta noche, y espero sacar todo el partido posible de las circunstancias críticas en que nos hallamos. Yo temo que todos los prisioneros de Las Bruscas hayan sido incorporados en la montonera. Chile no puede mantenerse en orden, y se contagia si no acudimos a tiempo. No quede libre un sólo prisionero. Reúnalos Ud.todos:eche la mano a todo hombre que por su opinión pública sea enemigo de la tranquilidad. En una palabra, es preciso emplear en este momento la energía más constante."
Barros Arana, Diego, Historia general de Chile, página 88.

En España se acusó que existía un plan para ejecutar a los prisioneros realistas aprovechando la "ley de fugas":

"Se hallaban reunidos en la Punta de San Luis una porción considerable de ilustres prisioneros procedentes en su mayor parte de la batalla de Maipú. Los había asimismo en Las Bruscas, otro punto perteneciente al Virreynato de Buenos Aires y los había también en uno de los fuertes de aquella capital. 
Parece que sus gobernantes, y señaladamente el director Pueyrredón y el generalísimo de Chile, San Martín, habían decretado el exterminio total de aquellas víctimas del honor y de la fidelidad...se hizo concebir a dichos prisioneros por el conducto de pérfidos emisarios y de una fingida correspondencia la halagüeña idea de recobrar su libertad. Se compraron hombres infames que declarasen haber sido heridos y maltratados por los prisioneros en el acto de hacer terribles ensayos para fugarse de las cárceles, de este modo trataron de dar una forma de legalidad a la muerte de los que gemían bajo las cadenas de las Bruscas y Buenos Aires."
Torrente, Mariano, Historia de la Revolución Hispano-americana.

Afirma el cronista realista que en San Luis los prisioneros sobrevivientes fueron salvados de "la turba furiosa" por el oficial de guardia que 

"cierra sus puertas y se opone abiertamente a darles entrada protestándose de que no se ha de manchar su espada con la sangre inocente de aquellos desgraciados que aguardaban con la más religiosa conformidad su último fatal destino."

Finalmente el supuesto plan del gobierno se suspendió:

"Se apresuraron por lo tanto los más filantrópicos a poner en uso todos los recursos de su mediación a fin de contener la bárbara mano de los conjurados. Temió el gobierno insurgente de Buenos Aires los efectos de una conjuración ya descubierta, temió la ira de los gabinetes europeos de cuyo apoyo necesitaba para consolidar su malhadada independencia y despachó sin dilación órdenes presurosas para contener el puñal fratricida. Ya los detenidos en las Bruscas iban a ser inmolados al furor revolucionario cuando llegaron las citadas órdenes.

En El censor Periódico político y literario, de similar tendencia, se afirmaba a raíz de la muerte de prisioneros sublevados en San Luis que 

"No satisfecho todavía de sangre estos caníbales intentaron deshacerse de igual modo de unos doscientos oficiales españoles prisioneros que estaban en las Bruscas. A este efecto se comunicó al oficial encargado de este depósito una orden facultándole para que á la menor sospecha que tuviese de ellos los exterminase a todos."

No hay prueba alguna de tal plan y no parece razonable su existencia teniendo en cuenta la personalidad de los líderes involucrados, al menos en lo que respecta a Pueyrredón, O'Higgins y San Martín, los intereses de la revolución y el trato previo. Sí es factible que ante la carencia de recursos, la situación civil y militar y el involucramiento de los prisioneros en los planes tanto españoles como rebeldes se tomara la decisión de aumentar los recaudos de cara a evitar sublevaciones o fugas masivas o reprimirlas con rapidez y severidad.